# 林空斋
林空斋(13世纪？—1270年代（约1276年）)，本名不详，号空斋。福建永福县（今永泰县）人。
林空斋曾中进士，任知县，后解官于家中。德祐二年(1276年)，益王在福州即位，林空斋与黄必大等起兵攻取永福县。叛将王积翁引元军来攻，被捉后处死。